# حمام زرهان
حمام زرهان مربوط به دوره قاجار است و در تویسرکان، خیابان شریعتی، کوچه یعقوبی، محله زرهان، مابین کوچه مسلم بن عقیل، کوچه روحانی واقع شده و این اثر در تاریخ ۱۸ اسفند ۱۳۸۷ با شمارهٔ ثبت ۲۵۱۱۸ به‌عنوان یکی از آثار ملی ایران به ثبت رسیده است.